# Марини, Никколо
Никколо Марини (итал. Niccolò Marini; 20 августа 1843, Монте-Порцио-Катоне, Папская область — 27 июля 1923, Рим, королевство Италия) — итальянский куриальный кардинал и ватиканский сановник. Секретарь Верховного Трибунала Апостольской Сигнатуры с 20 октября 1908 по 4 декабря 1916. Секретарь Священной Конгрегации по делам Восточной Церкви с 29 ноября 1917 по 1922. Кардинал-дьякон с 4 декабря 1916, с титулярной диаконией Санта-Мария-ин-Домника с 7 декабря 1916. 